# St. Joseph (Heidkamp)

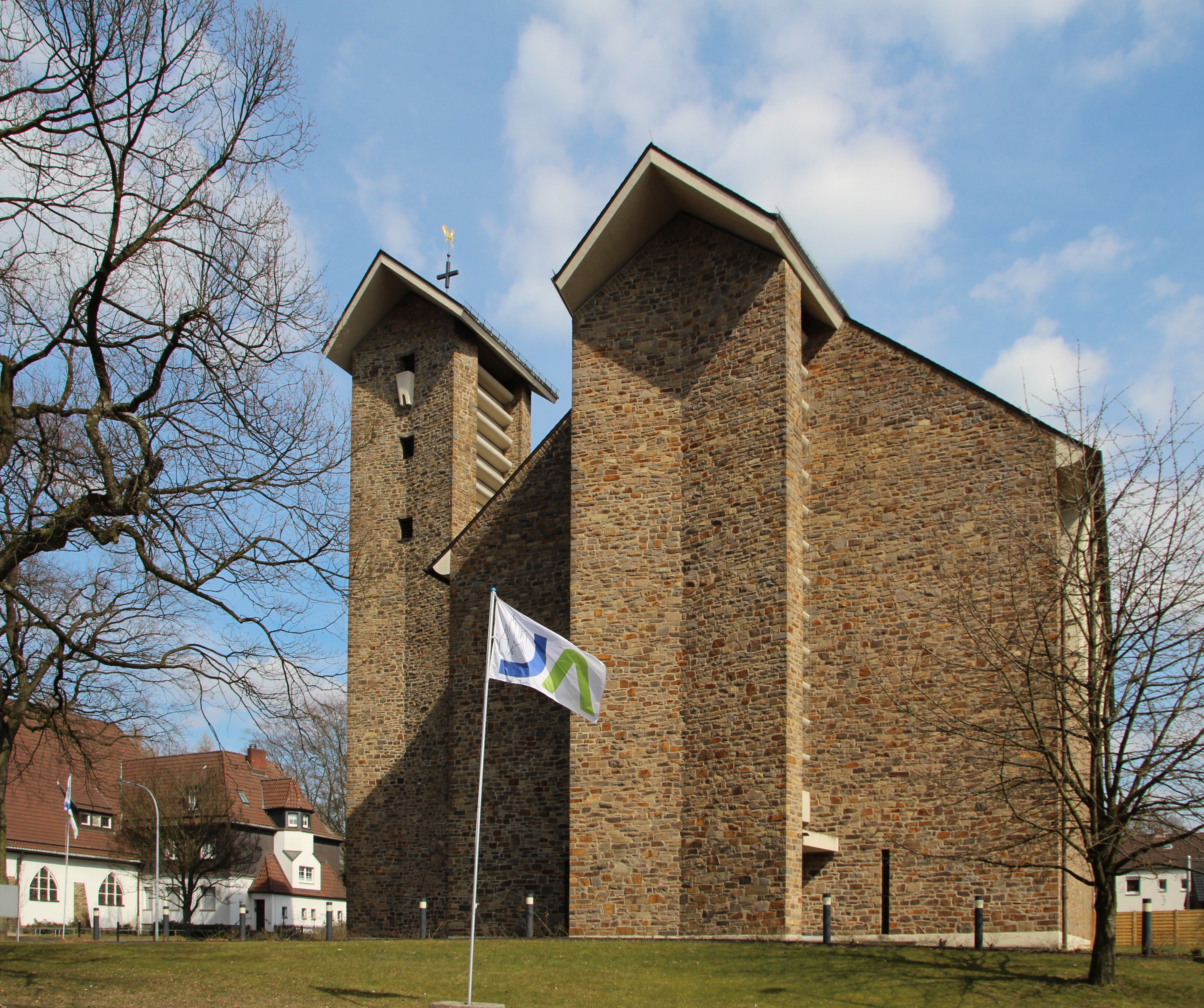
Pfarrkirche St. Joseph in Heidkamp

St. Joseph ist die römisch-katholische Kirche im Ortsbereich Heidkamp der Stadt Bergisch Gladbach. Sie ist die Pfarrkirche der am 1. Juli 2011 durch Fusion entstandenen Pfarrgemeinde St. Joseph und St. Antonius im Kreisdekanat Rheinisch-Bergischer Kreis (Erzbistum Köln).

## Baugeschichte
Die Heidkamper Katholiken gehörten jahrhundertelang zur Pfarrgemeinde St. Laurentius in Bergisch Gladbach und mussten zum Gottesdienst den oft mühsamen Weg dorthin zurücklegen. 1911 gründete sich der „Katholische Kirchbauverein Bergisch Gladbach-Süd“ mit dem Ziel, in Heidkamp eine eigene Kirche zu bauen; 1912 gehörten ihm bereits 115 Mitglieder an. Verzögert durch den Ersten Weltkrieg und die auf ihn folgende Inflation wurde ab 1922 der Kirchenbau in Angriff genommen. Die von dem Kölner Architekten Stephan Mattar geplante Kirche konnte 1930 fertiggestellt und am 28. September 1930 geweiht werden.
Am 6. August 1937 wurde Heidkamp aus der Pfarrgemeinde St. Laurentius ausgegliedert und zum selbständigen Pfarrrektorat St. Joseph erhoben, am 18. Mai 1951 wurde die kanonische Pfarrei St. Joseph errichtet.
Da die erste Kirche wegen der regen Bautätigkeit in Heidkamp zu klein geworden war, wurde 1958 mit dem Bau einer neuen Kirche auf der gegenüberliegenden Straßenseite begonnen. Architekt war Erwin Schiffer. Am 20. April 1958 fand der erste Spatenstich auf dem von der Stadt Bergisch Gladbach erworbenen Grundstück statt. Die Kirchweihe erfolgte am 3. April 1960 durch den Kölner Weihbischof Wilhelm Cleven. Der Kirchenraum bietet Platz für 450 Personen. Das wuchtig wirkende Gebäude erhält seine besondere Note durch die verwendeten großen Bruchsteine aus Lindlarer Grauwacke.
St. Joseph bildet seit 2011 zusammen mit St. Maria Frieden (Eikamp), St. Johann Baptist (Herrenstrunden), St. Severin (Sand), St. Antonius Abbas (Herkenrath) und St. Maria Empfängnis (Bärbroich) die Pfarrgemeinde St. Joseph und St. Antonius.